# Gli Albi del Cow-Boy
Gli Albi del Cow-Boy è stata una collana editoriale che pubblicava serie a fumetti editi dalla Sergio Bonelli Editore dal 1963.

## Storia editoriale
La collana pubblicava fumetti di genere western; la prima serie presentata fu Il giudice Bean scritta da Guido Nolitta e disegnata da Sergio Tarquinio con, in appendice, altre serie di minore foliazione come “La Valle Segreta” nei primi tre numeri e “Operazione K.O.” nei numeri seguenti; completata la serie del giudice Bean avrebbe dovuto proseguire con la serie del Piccolo Ranger ma poi, nel successivo sesto numero, la numerazione riprese da capo e, fino al n. 37, pubblicò la ristampa delle storie del personaggio già pubblicate nel formato a strisce nella Collana Audace e poi presentò storie inedite di nuova realizzazione.

## Elenco

### Prima serie
| N. | Titolo              | Data           |  |
| -- | ------------------- | -------------- |  |
| 1  | Furia Apache        | giugno 1963    |  |
| 2  | L'ombra del passato | luglio 1963    |  |
| 3  | Rio Bravo           | agosto 1963    |  |
| 4  | Aquila Nera         | settembre 1963 |  |
| 5  | Arizona!            | ottobre 1963   |  |